# ألان كين (سياسي)
ألان كين هو سياسي بريطاني، ولد في 25 نوفمبر 1937 في لويشام ‏ في المملكة المتحدة، وتوفي في 10 نوفمبر 2011 بسبب سرطان. نشط حزبياً في Labour and Co-operative Party ‏ وحزب العمال.

## مناصب
- في الانتخابات العامة في المملكة المتحدة 1992 [الإنجليزية]‏، انتخب عضو البرلمان الحادي والخمسون للمملكة المتحدة  [لغات أخرى]‏ عن دائرة فيلتهام وهيستون وقد انضم خلال فترته النيابية ‏ (9 أبريل 1992 – 8 أبريل 1997) للكتلة البرلمانية Labour and Co-operative Party [الإنجليزية]‏.
- في الانتخابات العامة في المملكة المتحدة 1997 [الإنجليزية]‏، انتخب عضو البرلمان الثاني والخمسون للمملكة المتحدة  [لغات أخرى]‏ عن دائرة فيلتهام وهيستون وقد انضم خلال فترته النيابية ‏ (1 مايو 1997 – 14 مايو 2001) للكتلة البرلمانية Labour and Co-operative Party [الإنجليزية]‏.
- في الانتخابات العامة في المملكة المتحدة 2001، انتخب عضو البرلمان الثالث والخمسون للمملكة المتحدة  [لغات أخرى]‏ عن دائرة فيلتهام وهيستون وقد انضم خلال فترته النيابية ‏ (7 يونيو 2001 – 11 أبريل 2005) للكتلة البرلمانية Labour and Co-operative Party [الإنجليزية]‏.
- في الانتخابات العامة في المملكة المتحدة 2005، انتخب عضو البرلمان الرابع والخمسون للمملكة المتحدة  [لغات أخرى]‏ عن دائرة فيلتهام وهيستون وقد انضم خلال فترته النيابية ‏ (5 مايو 2005 – 12 أبريل 2010) للكتلة البرلمانية Labour and Co-operative Party [الإنجليزية]‏.
- في انتخابات المملكة المتحدة لعام 2010، انتخب عضو البرلمان الخامس والخمسين للمملكة المتحدة  [لغات أخرى]‏ عن دائرة فيلتهام وهيستون وقد انضم خلال فترته النيابية ‏ (6 مايو 2010 – 10 نوفمبر 2011) للكتلة البرلمانية Labour and Co-operative Party [الإنجليزية]‏.